# Erste Donau-Dampfschiffahrts-Gesellschaft
La Erste Donau-Dampfschiffahrts-Gesellschaft (Pronunciación al Alemán: [ˈeːɐ̯stə ˈdoːnaʊˌdampfˌʃɪffaːɐ̯tsɡəˌzɛlʃaft], literalmente: Primera Compañía Naviera de Barcos a Vapor del Danubio) o DDSG, es una compañía naviera austríaca fundada el 13 de marzo de 1829 por el Gobierno Austríaco para el transporte de pasajeros y carga en el río Danubio.

## Historia
La compañía construyó su primera fábrica de construcción de barcos de vapor, el llamado "Astillero de Óbuda" en laIsla de Hajógyárien el Reino de Hungría (en aquel entonces parte del Imperio Austríaco) en 1835, que fue la primera empresa de construcción de Barcos Fluviales a Vapor a escala industrial en el Imperio de los Habsburgo, su primer barco fue el vapor Franz I (nombrado así en honor al Emperador Francisco I).
En 1880, la DDSG era la compañía de Transporte fluvial más grande del mundo con más de 200 barcos de vapor y alrededor de 1,000 Contenedores de carga y la principal empresa fluvial de Austria-Hungría.
Durante la era del Tercer Reich, DDSG estuvo involucrado en el transporte de Judíos Austriacos después de la Noche de los Cristales Rotos, cuando los judíos fueron presionados para emigrar a otros lugares. A partir de 1938, la DDSG transportó judíos que estaban en los llamados "Transportes de Inmigración B". DDSG también estuvo involucrado en tomar cantidades excesivas de dinero y propiedades de los judíos para transportarlos. LasSStrabajaron con DDSG para facilitar la obtención de los permisos de salida para los judíos, ya que en este punto, aparentemente los nazis solamente querían que abandonaran el país. Aunque laPolicía Secreta Alemanatenía más influencia sobre la naviera, la DDSG era un grupo que operaba por su propia voluntad, con el fin de beneficiarse de la emigración judía forzada.
En 1991 la empresa se dividió en una Empresa de Transporte de Pasajeros y una empresa de Transporte de Carga. La empresa se vendió a un propietario privado en 1993. Hoy en día, la DDSG existe bajo la forma de dos empresas privadas DDSG-Blue Danube Schiffahrt GmbH (transporte de pasajeros) y DDSG-Cargo GmbH (transporte de mercancías).
Desde la Reforma Ortográfica Alemana de 1996, "Schifffahrt" se escribe con tres "f", sin embargo dado que el nombre pertenece a una empresa que existía antes de la reforma ortográfica, se utiliza la forma antigua del nombre para referirse a la empresa (con solo dos "f").
El nombre de la empresa es bien conocido en los países de habla alemana como un iniciador para construir con humor, palabras compuestas aún más largas. Donaudampfschiffahrtsgesellschaftskapitänsmützees una palabra así, que potencialmente podría incluso haber sido utilizada, pero probablemente nunca lo fue. Significa "Sombrero de Capitán DDSG". Otro ejemplo común esDonaudampfschiffahrtsgesellschaftskapitänskajütenschlüsselque significa "Llave de Cabina de Capitán DDSG".